# سپیریار (نبراسکا)
سپیریار(به انگلیسی: Superior) شهری در ایالت نبراسکا کشور ایالات متحده آمریکا است که جمعیت آن در سرشماری سال ۲۰۱۰ میلادی، ۱٬۹۵۷ نفر بوده‌است.